# Лотказино
Лотка́зино (тат. Латказин) — деревня в Сасовском районе Рязанской области России. Входит в состав Агломазовского сельского поселения.

## Географическое положение
Деревня находится в южной части Сасовского района, в 30 км к югу от райцентра на реке Цне.
Ближайшие населённые пункты:
- Усады — примыкает с юго-востока;
- Ернеево — примыкает с северо-запада.

Ближайшая железнодорожная станция Сасово в 30 км к северу по асфальтированной дороге.

## Природа

#### Климат
Климат умеренно континентальный с умеренно жарким летом (средняя температура июля +19 °С) и относительно холодной зимой (средняя температура января −11 °С). Осадков выпадает около 600 мм в год.

## История
Название деревни — антропоним. Деревня являлась местом проживания мурз Долотказиных и Бегильдеевых.
С 1861 году деревня Лотказино входила в Ямбирнскую волость Шацкого уезда Тамбовской губернии.
С 2004 году и до настоящего времени входит в состав Агломазовского сельского поселения.
До этого момента входила в Агломазовский сельский округ.

## Население
| 1984 | 1989 | 2007 | 2010 |
| ---- | ---- | ---- | ---- |
| 200  | ↘184 | ↘102 | ↘97  |

## Инфраструктура

#### Инженерная инфраструктура
Электроэнергию село получает по тупиковой ЛЭП 10 кВ от подстанции 110/35/10 кВ «Теньсюпино».